# Springfield (Simpsons)
Springfield är en fiktiv stad i TV-serien Simpsons, grundad av Jebediah Springfield, med 30 720 invånare. En viktig arbetsplats är kärnkraftverket, där en av seriens huvudpersoner, Homer Simpson, arbetar. I staden finns även två "elementary schools", där Bart och Lisa Simpson går, puben Moe's Tavern, ägd och driven av Moe Szyslak, och bland annat en idrottsarena. Ett annat inslag är den ständigt pågående däckbranden. Enligt en undersökning är Springfield den minst populära staden i USA, och enligt Newsweek är den USA:s smutshink.

## Historia

### Bakgrund
Springfield grundades 1796 av Jebediah Springfield som med en skara nybyggare lämnade sitt hem i Maryland för att finna vägen till "New Sodom", efter att de missuppfattat en skrivning i Bibeln. Under sin tidiga historia var staden ofta utsatt för attacker från indianer. Detta kan anas då man ser de befästningar som fortfarande finns kvar, däribland Fort Springfield och Fort Sensible.

### A Tale of Two Springfields
I avsnittet A Tale of Two Springfields delas "Springfield" upp i två delar, Old Springfield med Joe Quimby som borgmästare och New Springfield med Homer Simpson som borgmästare. Uppdelningen orsakades av att Springfield fick två riktnummer. Invånarna i Old Springfield var höginkomsttagare och fick behålla det klassiska riktnumret 636. De hade blåsångaren som statsfågel. Invånarna i New Springfield var låginkomsttagare, överviktiga, talade slang, saknade skola och sjukvård samt hade ett dåligt avloppssystem eftersom alla invånare var överdrivet lata. De fick det nya riktnumret 939.
Ett krig blossade upp mellan stadsdelarna, man stängde av el och vattenförsörjningen för invånarna i Old Springfield som kontrade med att förstöra all öl och att köpa Evians vattenfabrik för guldklimpar som invånarna hittade då vattenförsörjningen sinade. De beslutade också att invånarna från grannstaden som handlade i Old Springfield skulle få betala 50 % extra moms. Homer anlitade då Low Ball Construction som med 90 % återvinningsmaterial byggde en mur runt New Springfield. Invånarna flydde då till andra sidan muren. Homer övertalade The Who att spela i staden för att locka invånarna tillbaka. Då bandmedlemmarna fick reda på vad kriget handlade om tipsade de invånarna att använda snabbuppringsmaskiner och med hjälp av sin högtalare förstörde de muren.

### Lokal rivalitet
Närmaste granne till Springfield är staden Shelbyville. Det pågår en ständig tävlan mellan dessa städer, en kvarleva från den rivalitet som fanns mellan deras respektive grundare, Jebediah Springfield och Shelbyville Manhattan. Som ett minne av grundandet av staden planterades ett citronträd, som en gång stals av ungdomarna i Shelbyville.

### Andra viktiga händelser
Ett återkommande evenemang är Whacking Day som Jebediah Springfield sades ha instiftat 1775, samma dag som han stred i Ticonderoga. Evenemanget instiftades först 1924 som en ursäkt för att kasta ut irländare. På Whacking Day är det meningen att invånarna i Springfield ska klubba ihjäl ormar.
En gång hugger Bart Simpson av huvudet på statyn av Jebediah Springfield för att försöka vara cool. I stället för att bli populär får han hela staden emot sig. Statyn återfinns på Springfield Town Square.

## Geografi

### Springfields placering
Det är okänt i vilken amerikansk delstat Springfield ligger, det finns nämligen 34 orter med det namnet fördelade på mer än hälften av USA:s delstater. Den har uppgetts vara en nordstat och har en lönnfet sparv som statsfågel och farfalle som statspasta.
Seriens skapare Matt Groening växte upp i Portland i Oregon. Många referenser finns därför till staden Springfield i Oregon. I det fiktiva Springfield finns närhet till hav, berg, skogar och öknar vilket liknar den geografiska miljön i västra USA. Mycket tyder på att Oregon är delstaten som serien utspelar sig i. Bland annat heter stadens lokala radiokanal KBBL. Enligt de federala kommunikationslagarna i USA måste delstaternas radiokanaler öster om Mississippifloden börja på "W" medan radiokanalerna väster om Mississippifloden måste börja på "K". Det innebär att familjen Simpsons omöjligen kan bo i en delstat öster om Mississippifloden. I avsnittet "King of the Hill" i säsong 9 får Homer utmaningen att klättra upp till toppen av Springfields högsta berg "The Murderhorn" som är 6144 m ö.h.. Det är bara delstaterna Oregon och Colorado som har högsta punkter som matchar bergets höjd. Springfields närhet till havet är det enda nu som pekar på att Oregon är delstaten som serien utspelar sig i och inte Colorado.
I The Simpsons Movie, när Bart och Flanders är uppe på en hög topp, säger Flanders att man kan se de fyra delstaterna som gränsar till Springfield: Ohio, Nevada, Maine och Kentucky. Detta är dock geografiskt omöjligt: enbart Ohio och Kentucky ligger bredvid varandra. Nevada och Maine ligger på helt andra och dessutom helt olika håll.
I avsnittet Behind the Laughter säger berättarrösten: "Hur ska det gå för familjen från norra Kentucky?" Det finns en stad som heter Springfield i Kentucky men inte i norra Kentucky.
I ett annat avsnitt åker Homer till Florida för Spring break. Till slut blir det förbjudet för honom att vistas i Florida och sedan står de med en karta där de säger att de bara nu är välkomna i North Dakota. 
I ett avsnitt flyttar en av USA:s förra presidenter in i huset bredvid Simpsons, George H.W. Bush. Homer undrar då varför han flyttar just dit, varpå Lisa svarar att expresidenten själv påstår att han kommer därifrån. I verkligheten föddes George Bush i delstaten Massachusetts där det finns en stad med namnet Springfield.
I en Couch gag i säsong 19 zoomas det ut i rymden, och då när man ser USA så var det utzoomat från central-norra USA, där delstaten Illinois ligger. Huvudstaden i Illinois heter nämligen Springfield.
I ett avsnitt åkte ett hangarfartyg från Springfield och nådde snabbt till New York.
Postnumret uppges vara 80085, vilket inte existerar i USA.
Riktnumret uppges i avsnittet A Tale of Two Springfields vara 636, vilket det är i Missouri. Delar av staden får i avsnittet riktnumret 939 vilket används i Puerto Rico. Varje gång i avsnitt man nämner ett helt telefonnummer används dock det fiktiva riktnumret 555, vilket det ofta även görs i andra avsnitt då man nämner telefonnummer.
När Homer bestämmer sig för att skriva ett argt brev till Mr Burns i ilska över att familjen inte får en gåva som tack för att Bart hjälpt Burns med en blodtranfusion är brevet adresserat till kärnkraftverkets adress i New Jersey

### Natur och klimat
Sommarperioden beskrivs i serien som varm, liksom Alla hjärtans dag som infaller i februari. Däremot är resten av vintern snörik och kall, vägarna plogas i första hand av Barney Gumble som Plow King. Klimatet kan beskrivas som tempererat klimat. Springfields största sjö är Lake Springfield, där tidigare ett utsläpp från stadens avloppssystem skett, men som idag är en populär badplats. En gång har sjön blivit kraftig förorenad efter att Homer Simpson dumpat avfall från Spider-Pig/Hairy Plopper i sjön. I området kring Springfield återfinns en del höga berg, det högsta berget är Murderhorn och Homer Simpson var den första personen som nådde toppen och överlevde efter att han gjort berget mindre. Hundparken Springfield Dog Park gjordes en gång om till kattparken, Snowball II Municipal Cat Park som sponsrades av Buzz-Cola med citronsmak. Utanför stan ligger Springfield Desert State Park där man spelat in Star Trek, platsen har idag övergivna gruvor och är populära för bergsklättrare.
I området fanns också glaciären Springfield Glacier, men den globala uppvärmningen har gjort glaciären till en pöl. En skidbacke heter Mount Embolism. Utanför staden ligger vulkanen Mount Springfield som i tv-serien haft ett utbrott. Familjen Simpsons första husvagn kördes ner i ravinen Tenderfoot Gorge som ligger i närheten av skogen där Homer Simpson misstogs för Bigfoot. En nationalpark som inte tillåter besökarna att ha kul heter "Mt. Useful". Stadens elektricitet kommer från Springfields kärnkraftverk och Springfield Hydroelectric Dam. Ravinen Springfield Gorge beskrivs som den tredje vackraste ravinen i staten. Staden har flera parker, som Veteran's Park och Jebediah Springfield Park (senare omdöpt till The Springfield Bowl). I utkanten av staden ligger "Alkali Flats" som är ett stenökenområde. Här finns en sändningsstation för akuta TV-sändningar. Stationen har kapacitet att klara 11 watt och har använts av Krusty.
Springfield Nature Preserve är namnet på naturreservatet som har haft ett fågelreservat men som nu är en racerbana. För att få ha sex i reservatet måste man söka tillstånd. Ett fågelreservat är Lauraville Lake som har varit invaderat av mygg. Skogen Springfield Forest är häxfri sedan 1998. Mona Simpsons aska spreds från berget vid Springfield Monument Park för att förstöra Mr. Burns forskningsanläggning.

## Politik
Springfields borgmästare är Joe Quimby, som under en period ersattes av Sideshow Bob, men han avsattes då det förekommit valfusk.Sideshow Bob är republikan medan Quimby nog kan betraktas som demokrat. Mr Burns, Julius Hibbert, Rainier Wolfcastle och Richard "Rich" Texan är några av medlemmarna i det lokala Republikanska partiet medan såväl Marge som Julio är drivande i Demokratiska partiets lokalavdelning (Marge har även röstat på Jimmy Carter två gånger). Även mindre så kallade  Third parties, det vill säga småpartier har haft en viss verksamhet i Springfield. En lokal företrädare för Springfields kommunistiska parti har hållit tal på basebollarenan och Libertarianerna köpte i säsong 3 Ned Flanders butik för vänsterhänta.. Under en period ersattes Joe Quimby av Springfields Mensa-medlemmar, (Lisa Simpson, Dr Hibbert, Lindsey Naegle, Comic Book Guy och Professor Frink). Under deras ämbetsperiod ändrade de stadens klocka till metersystemet, tog bort det gröna trafikljuset och placerade staden som 299:e bästa stad i USA, före East Saint Louis, Illinois.
I USA:s representanthus representerades Springfield av Bob Arnold, som avsattes efter en mutskandal. Springfields kongressledamot var Horace Wilcox från 1933 fram till sin död då han ersattes av Krusty the Clown. I händelse av krig får Springfield attackeras av allierade som vill kalibrera sina robotar.

### Lagar
Under flera år var kasinoverksamhet inte tillåten i Springfield, men tilläts då staden drabbats av en lågkonjunktur. Då Howell Huser gav Springfield dåligt rykte i sitt resereportage, tilläts homoäktenskap. I Springfield är också försäljning av barn tillåtet. Under ett år var också alkoholhaltiga drycker förbjudna i Springfield, dessutom måste ankor bära byxor. Sedan 1834 måste alla män bära hatt dagtid, sedan 1911 är det också förbjudet att sparka fem gånger på samma burk..
Marge Simpson har drivit fram lagar, till exempel om att förbjuda socker helt..
Lagförslag 24 röstades igenom av 95 % av invånarna, vilket ledde till avvisning av samtliga illegala invandrare, under en period var det utegångsförbud kvällstid bland stadens ungdomar och senare för alla under 70 år. En tid fick barn som bråkade en lättare elchock. Springfield har idag också förbud mot xylofoner, sedan man beslutade om ett tillfälligt inreseförbud från Ogdenville. Stadens polistjänst har en gång privatiserats till bevakningsföretaget SpringfieldShield som leddes av Homer, Lenny och Carl. Det är förbjudet för poliser att gå klädda i strumpbyxor med gördel. Idag är det också förbjudet att säga en mild svordom före klockan 10, inte sortera papper och flaskor samt berätta sanningen om regeringen.

### Brott och juridik
Staden har ett flertal fängelser, däribland Springwood Minimum Security Prison, Springfield State Prison, Springfield Women's Prison, Springfield Juvenile Correctional Facility och Montgomery Burns State Penitentiary. Trots detta var Springfields fängelser så fulla under en period att man gjorde om kapprummen i Springfield Elementary School till fängelseceller. Polisstyrkan leds av Clancy Wiggum medan maffian styrs av Fat Tony. Fängelset Morningwood Penitentiary har en elektrisk stol som drivs av solceller. Fängelset är åter i bruk efter att det återöppnats av Joe Quimby.
Staden har en frivillig brandkår bestående av Barney Gumble, Krusty the Clown, Luann van Houten Apu Nahasapeemapetilon och Clancy Wiggum.. Då hela Springfields brandkårspersonal hamnade på sjukhus blev Apu Nahasapeemapetilon, Homer Simpson, Seymour Skinner och Moe Szyslak medlemmar i brandkåren. Återkommande domare i stadens rättsväsende är Roy Snyder och Constance Harm. Lionel Hutz, Blue-Haired Lawyer och Gil Gunderson är återkommande advokater i serien.

## Ekonomi och infrastruktur

### Transporter
Den enda vägen ut ur staden är via Springfield Bridge, som en gång förstördes men sedan byggdes upp på nytt. I anslutning till Springfield ligger flera motorvägar, däribland Michael Jackson Expressway (tidigare Route 401 och Dalai Lama Expressway), Interstate 95, Route 202, Route 88 och Rural Route 9. Arbetet med Matlock Expressway avstannade efter att det visade sig att Sideshow Bob fuskat i borgmästarvalet.
Springfield har en Monorail-bana som inte längre är i bruk, Homer Simpson jobbade som lokförare och bygget sköttes av Lyle Lanley. Asfalten på Main Street är förstörd då man fraktat för tunga lass och använt snökedjor. Hastigheten på Main Street är 40 km/h.
Stadsbussen trafikeras som nummer 22 på måndag, onsdag och fredagar och som 22A på tisdag och torsdagar. Flygplatsen Springfield International Airport trafikeras av såväl inrikes- som utrikesflyg. Staden har även en järnvägsstation, "Springfield Union Station". Springfield har också en nerlagd tunnelbana, samt också en aktiv.

#### West Springfield
Genom West Springfield passerar "Route 13" och busslinjen "Suck-U-B-Bus Line". Området är tre gånger så stort som Texas och består till största delen av öken och berg och där man utvinner en stor mängd olja.

## Religion och andlighet

### Kristendom
Springfield har en större kyrka med parkering. Den tillhör den så kallade Västra grenen av amerikansk reformert presbyluteranism Timothy Lovejoy är pastor där. De flesta av stadens invånare går i kyrkan på söndagens högmässa även om de innerst inne inte visar alltför stort intresse.
Det finns även mindre kyrkor med olika inriktningar (Katolska, Metodistiska och Pingstkyrkor har förekommit). I anknytning till den katolska kyrkan finns även en katolsk skola samt ett nunnekloster. Några få medlemmar av Jehovas vittnen har försökt missionera i ett avsnitt men snabbt insett det onödiga i det hela.

### Judendom
En mindre judisk verksamhet förekommer i staden. Krusty är den mest kända judiska karaktären i staden. I början visade han inget större intresse för sin judiska bakgrund men har senare bland annat samlat in pengar för Judiska clowners välgörenhetsarbete och haft en Bar mitzvah. Utöver Krusty finns även hans pappa som är rabbin i synagogan och Old Jewish Guy som bor på ålderdomshemmet och är bekant med Abraham Simpson.

### Buddism
Buddism är ingen större tro lokalt i Springfield men Lisa tröttnade på den lokala kyrkans alltmer kommersiella bild och sökte sig till det lokala Buddistcentret där hon konverterade. . I samma avsnitt får man veta att Carl och Lenny båda är buddister (deras andliga intresse är också snäppet högre här än i kyrkan), Buddistcentret har även besök av Richard Gere som förklarar för Lisa att hon fortfarande kan fira kristna högtider med familjen och fortsätta tillhöra sin nya tro.

### Hinduism
Apu och hans familj är de enda kända hinduerna i staden. Apu tror på elefantguden Ganesha och har en mindre statyett av honom i kassan på Kwik E Mart. När Apu gifte sig med Manjula gick pastor Lovejoy med på att viga dem då han ändå hade hittat en hinduisk hemsida på Internet och läst på.

## Kultur

### Idrott
Basketlaget i Springfield heter Springfield Excitement, det gick tidigare under namnet Austin Celtics och ägs av Mr. Burns, efter att han vunnit laget i en pokerturnering. Basketlaget ägdes tidigare av Rich Texan. 
Springfields curlinglag är ett parlag och består av Marge och Homer Simpson samt Agnes och Seymour Skinner. Agnes Skinner är lagets tränare. Tidigare medlemmar i laget är Sarah och Clancy Wiggum. Laget vann turneringen om vem som skulle får representera USA under de olympiska vinterspelen 2010 i Par-curling som var en uppvisningssport. Under olympiaden vann de finalen över Sverige. Basebollaget Isotopes har ägts av Antoine "Tex" O'Hara och maffian men ägs idag av duff, som planerade att flytta laget till Albuquerque. Isotopes har en gång vunnit mästerskapet. Hockeylaget är Ice-O-Topes. Det fanns planer på att det amerikanska fotbollslaget "Springfield Meltdowns" skulle bli ett nytt lag som skulle börja spela på "Duff Beer Krusty Burger Buzz Cola Costington's Department Store Kwik-E-Mart Stupid Flanders Park", men då det inte blev av började man köra tjurfäktning på arenan som bytte namn till "Springfield Estadio De Toros". Springfields lag i amerikansk fotboll heter Springfield Atoms.
Springfield Peewee anordnar ishockey, basket och volleyboll. Två av hockeylagen är Mighty Pigs med Clancy Wiggum och Kwik-E-Mart Gougers med Apu Nahasapeemapetilon som tränare. I Mighty Pigs spelar Dolph Starbeam, Lewis och Bart Simpson. I Kwik-E-Mart Gougers spelar Jimbo Jones, Kearney Zycanowski, Nelson Muntz, Lisa Simpson, Üter Zörker och Milhouse Van Houten. Stadens knattelag i baseboll heter Isotots och där spelar Bart Simpson, Nelson Muntz, Dolph Starbeam, Splatterface, Kearney Zzyzwicz, Jimbo Jones, Ralph Wiggum, Milhouse Van Houten, Wendell Borton, Rod Flanders, Todd Flanders och Lewis. Coacher har varit Lisa Simpson och Ned Flanders.
Barneys Bowlarama anordnar turneringar där Bumblebee Man, Krusty, Kent Brockman, Arnie Pie (Chennel 6 Watelanders) och Homer Simpson, Apu Nahasapeemapetilon, Moe Szyslak, och Otto Mann som en gång ersattes av Mr. Burns (Pin Pals) och Patty och Selma, med två arbetskamrater (SMV Regulation Kings) och Snake Jailbird, Clancy Wiggum, Eddie och Lou (Springfield Police Framers) och Ned och Maude Flanders och Tim och Helen Lovejoy (Holy Rollers) och Jacques Brunswick, Mindy Simmons, Shauna Tifton och Lurleen Lumpkin (The Homewrecks) deltar.
Springfields Marathon hålls varje år till minne av Jebediahs flykt från fordringsägare. Springfields juniorlag i amerikansk fotboll, Wildcats har en gång vunnit sin serie och haft Ned Flanders och Homer Simpson som coach.

### Springfield i andra medier
- I fysikern och författaren Brian Greenes bok Det stoff varav kosmos väves används Springfield som exempel för att beskriva rumtid och maskhål.